# Estonska gubernija
Estonska gubernija (ruski: Эстляндская губерния, estonski: Eestimaa kubermang, 
bila je administrativna jedinica Ruskog Carstva koja je de facto egzistirala od 1719. do 1917., a de jure od 1721.

## Povijest
Estonska gubernija osnovana je dekretom cara Petra Velikog od 29. svibnja 1719. pod imenom Revelska gubernija.
Rusko Carstvo anektiralo je Švedsku Estoniju za Velikog sjevernog rata.
Kraljevina Švedska službeno je prepustila svoju bivšu domenu Ruskom Carstvu nakon potpisivanja 
Nystadskog mira 1721.
Ruski carevi od tada su sebi dodavali i titulu Kneza Estonije (Князь Эстляндский).
Rusi su u početku zadržali švedsku podjelu na 4 okruga (уездa): Vikski (kraj oko Haapsalua), Virlandski (oko Rakverea), Garijenski (oko Revala), Ervenski (oko Paide) s prijestolnicom u tadašnjem Revalu (današnji Tallinn).
U ime cara gubernijom su formalno vladali generalni gubernatori, koji su nosili različite titule; revelski, riško-revelski, livonski, estonski, kurlandski i baltički (1905. – 1909.). Stvarna vlast sve do kraja 19. stoljeća bila je u rukama lokalne baltičko-njemačke aristokracije i njihove feudalne Dijete (Landtag)
Dekretom carice Katarine Velike od 3. srpnja 1783. i u Revelskoj guberniji provedene se odredbe njene reforme državne uprave iz 1775. U to vrijeme osnovan je i novi Baltički okrug sa sjedištem u gradu Baltijskom portu (on se do 1784. zvao Vest-Garienski).
Istovremeno je u prosincu 1783. Revelska gubernija promijenila ime u Revelsko namjesništvo.
Njenim novim dekretom od 3. prosinca 1784. okruzi su nazvani su prema svojim prijestolnicama: Baltijski, Vesenbergski, Veisenštejnski, Gapsalski i Revelski.
Dekretom cara Pavla I od prosinca 1796. Revelsko namjesništvo preimenovano je u Estoniju i ujedno je ukinut Baltički okrug, tako da su od 1796. do 1801. svi estonski okruzi i službeno imali svoja stara povijesna imena.
Estonska gubernija raspala se u burnim događajima ruske Februarske revolucije 1917. kad se prošila i na gradove sjeverne Latvije s većinskim estonskim stanovništvom. Njezina nasljednica Autonomna estonska gubernija trajala je manje od godinu dana, od studenoga 1917. do veljače 1918..

## Karakteristike
Guberniju je činio sjeverni dio suvremene Estonije, što približno odgovara današnjim okruzima; Harju, Lääne-Viru, Ida-Viru, Rapla, Järva, 
Lääne i Hiiu i manji dio Okruga Parnu.
Prostirala se na površini od 20 200 km² na kojoj je 1897. živjelo 433 700 stanovnika (1905. 449 400).
Gospodarstvo gubernije temeljilo se prvenstveno na poljoprivredi organiziranoj na velikim feudima koji su sve do početka 19. stoljeća ostali u rukama baltičko-njemačke aristokracije, tek od tada pojavljuju se i ruski aristokrati kao vlasnici velikih feuda.
Na tim se imanjima uglavnom uzgajao raž, ječam, zob, krumpir i razvijalo stočarstvo (govedarstvo, ovčarstvo, svinjogojstvo).
Osim toga bilo je važan i ribolov, eksploatacija treseta i destilacija votke. 
Dok je švedska vlast bila prilično liberalna prema seljacima i pružala im više slobode, za ruskih je careva režim pooštren, pa je kmetstvo ukinuto tek 1819.
Još od početka 18. pa sve do 20. stoljeća Reval je bio jedna od značajnih ratnih i trgovačkih luka Ruskog Carstva na Baltičkom moru i veliki centar obrtništva.
Nakon izgradnje Baltičke željeznice od Sankt Peterburga do Baltijskog porta 1870. počeo je i razvoj industrije.

## Vanjske poveznice
- Estonia Governorate (engl.), pristupljeno 28. travnja 2022.